# Theodor Steinbüchel

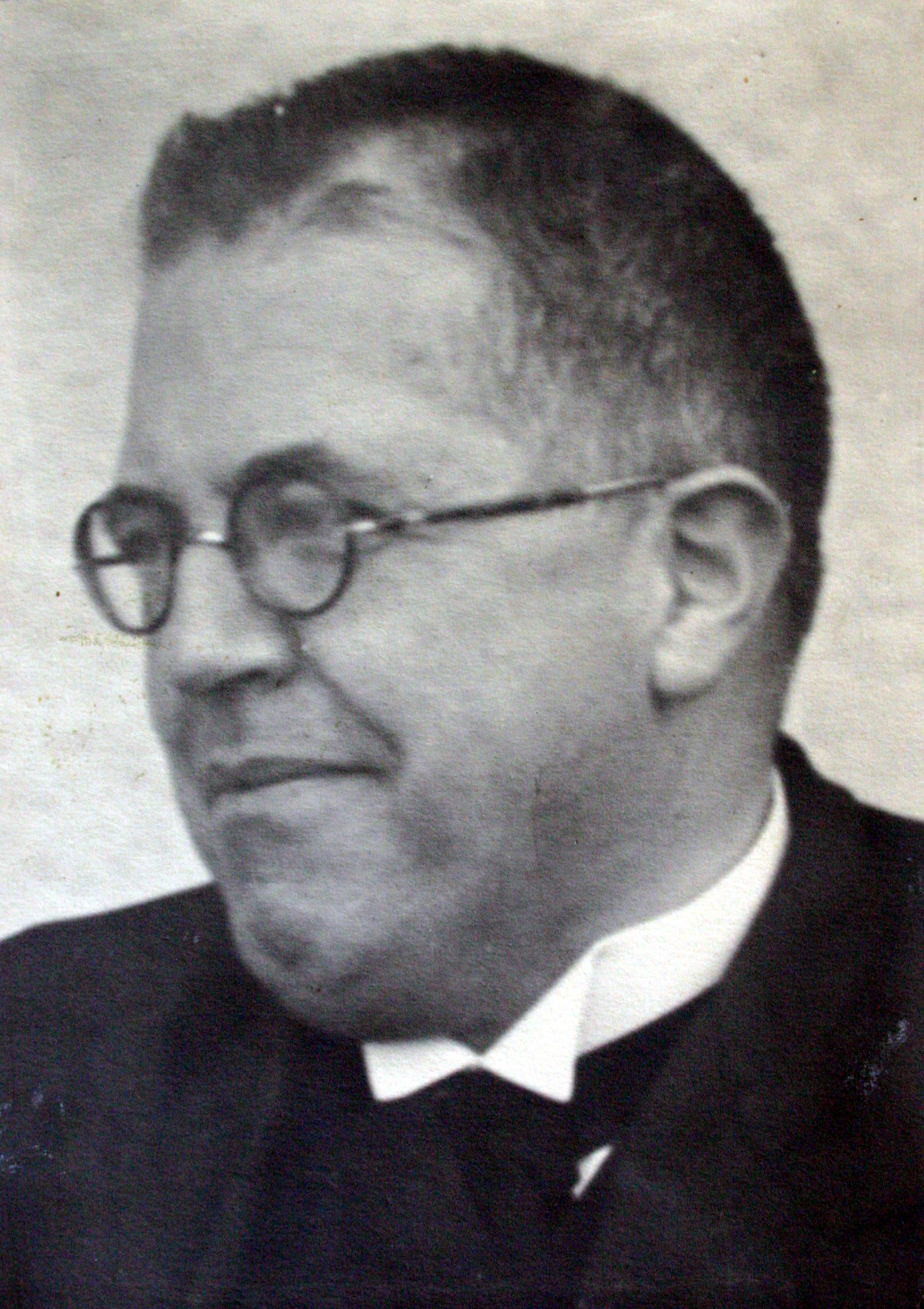
Theodor Steinbüchel in München (1935)

Theodor Martin Wilhelm Steinbüchel (* 15. Juni 1888 in Köln; † 11. Februar 1949 in Tübingen) war ein bedeutender römisch-katholischer Priester, Moraltheologe und Sozialethiker.

## Leben
Theodor Steinbüchel studierte nach seinem Abitur in Köln von 1908 bis 1912 Philosophie, Katholische Theologie und Nationalökonomie an der Rheinischen Friedrich-Wilhelms-Universität Bonn und der Universität Straßburg. Während seines Studiums wurde er 1910 Mitglied der KDStV Badenia (Straßburg) Frankfurt am Main. Er promovierte 1911 in Straßburg beim Mediävisten Clemens Baeumker zum Dr. phil. mit der Dissertation Der Zweckgedanke in der Philosophie des Thomas von Aquin.
1913 empfing er in Köln die Priesterweihe, wonach er bis 1920 als Kaplan in Düsseldorf und Oberkassel tätig war. In diesem Jahr wurde er in Bonn aufgrund der Dissertation Der Sozialismus als sittliche Idee. Mit besonderer Berücksichtigung seiner Beziehungen zur christlichen Ethik unter der Leitung des Moraltheologen Fritz Tillmann zum Dr. theol. promoviert. Bereits 1922 erfolgte dann die theologische Habilitation mit der Schrift Die Wirtschaft in ihrem Verhältnis zum sittlichen Werte – Ein Beitrag zur ethischen Werttheorie vom Standpunkt christlicher Ethik, von der heute nur noch ein Typoskript mit handschr. Anmerkungen in der Universitäts- und Landesbibliothek Münster existiert. Anschließend war er bis 1926 Privatdozent an der Universität Bonn, ab 1924 parallel dazu Lehrbeauftragter für Katholische Weltanschauung an der Johann Wolfgang Goethe-Universität Frankfurt am Main.
1926 wurde er zum Professor für Philosophie an der Universität Gießen berufen. Von 1935 bis zur Schließung der katholisch-theologischen Fakultät durch die Nationalsozialisten 1939 wirkte er als Professor für Moraltheologie an der Ludwig-Maximilians-Universität München. Von 1941 bis zu seinem frühen Tod im Jahr 1949 war er Professor für Moraltheologie an der Eberhard Karls Universität Tübingen, von 1946 bis 1948 auch Rektor. Einer seiner bekannten Doktoranden war ab 1940 der Moraltheologe Bernhard Häring.
1929 wurde Steinbüchel Ehrenmitglied der Unitas-Verbandes.

## Position
Steinbüchel kennzeichnet eine ungewöhnlich konstruktive Auseinandersetzung mit dem mittelalterlichen und neuzeitlichen Denken, vor allem mit Thomas von Aquin, Immanuel Kant und besonders mit Karl Marx (gemäß (1 Thess 5,21 ): „Prüft alles, und behaltet das Gute!“). Von ihnen hat er für seine am Reich Gottes orientierte und von tiefer Ehrfurcht vor dem Menschen geprägte Moraltheologie und Sozialethik Grundlegendes gelernt. Zusammen mit den katholischen Sozialisten (Wilhelm Hohoff, Ernst Michel, Walter Dirks und Heinrich Mertens) und parallel zu den Religiösen Sozialisten setzt sich Steinbüchel zeitlebens für einen Brückenschlag zwischen Christentum und Sozialismus ein. Er war ein ökumenisch aufgeschlossener Erneuerer christlicher Ethik und Wegbereiter für das Zweite Vatikanische Konzil und der nachkonziliaren theologischen Aufbrüche in der neuen Politischen Theologie (Johann Baptist Metz) und der lateinamerikanischen Befreiungstheologie.

## Werke (Auswahl)

### Zu Lebzeiten
- Der Zweckgedanke in der Philosophie des Thomas von Aquino. Nach den Quellen dargestellt (Beiträge zur Geschichte der Philosophie des Mittelalters. Texte und Untersuchungen, hrsg. von Clemens Baeumker, 11/1), Aschendorff, Münster 1912 purl.uni-rostock.de
- Der Sozialismus als sittliche Idee. Ein Beitrag zur christlichen Sozialethik (Abhandlungen aus Ethik und Moral 1), Schwann, Düsseldorf 1921
- Die Wirtschaft in ihrem Verhältnis zum sittlichen Werte. Typoskript mit handschr. Teilen. Bonn, 1922
- Immanuel Kant. Band 1: Einführung in seine Welt und den Sinn seiner Philosophie. Band 2: Der Aufbau seiner Welt. (Religiöse Quellenschriften 78/79), Schwann, Düsseldorf 1931
- Das Grundproblem der Hegelschen Philosophie. Darstellung und Würdigung. Band 1: Die Entdeckung des Geistes. Hanstein, Bonn 1933 refubium.fu-berlin.de
- (Hrsg.): Das Bild vom Menschen. Beiträge zur theologischen und philosophischen Anthropologie (FS Fritz Tillmann), Schwann, Düsseldorf 1934 (zusammen mit Theodor Müncker)
- (Hrsg.): Die Philosophie – ihre Geschichte und ihre Systematik. 8 Abteilungen, Bonn 1934ff
- Christliches Mittelalter. Hegner, Leipzig 1935 digital.slub-dresden.de
- Der Umbruch des Denkens. Die Frage nach der christlichen Existenz erläutert an Ferdinand Ebners Menschdeutung. Pustet, Regensburg 1936 refubium.fu-berlin.de
- Die philosophische Grundlegung der katholischen Sittenlehre. 2 Halbbände (Handbuch der katholischen Sittenlehre 1, hrsg. von Fritz Tillmann), Schwann, Düsseldorf 1938
- Friedrich Nietzsche. Eine christliche Besinnung (Der Deutschenspiegel 10), Deutsche Verlagsanstalt, Stuttgart 1946
- Europa als Verbundenheit im Geist. Rede bei der Übernahme des Rektorates der Universität Tübingen (Universität Tübingen 36), Mohr, Tübingen 1946
- F. M. Dostojewski. Sein Bild vom Menschen und vom Christen. Fünf Vorträge. Schwann, Düsseldorf 1947
- Ehrfurcht. Mittelbach, Stuttgart 1947
- (Hrsg.): Romantik. Ein Zyklus Tübinger Vorlesungen. Rainer Wunderlich Verlag, Tübingen und Stuttgart 1948
- Existenzialismus und christliches Ethos. Verlag des Borromäus-Vereins, Bonn und Kerle, Heidelberg 1948
- Vom Sinn der Caritas. Predigt am Caritas-Sonntag in Tübingen. Tübingen 1948.

### Posthum
- Christliche Lebenshaltungen in der Krisis der Zeit und des Menschen. Knecht, Frankfurt/M. 1949
- Mensch und Wirklichkeit in Philosophie und Dichtung des 20. Jahrhunderts. Knecht, Frankfurt/M. 1949
- Annette von Droste-Hülshoff nach hundert Jahren. Zur Erinnerung an ihren hundertsten Todestag 24. Mai 1948. Knecht, Frankfurt/M. 1950
- Sozialismus (Gesammelte Aufsätze zur Geistesgeschichte 1, hrsg. von Alfons Auer), Mohr, Tübingen 1950. purl.uni-rostock.de
- (Hrsg.): Aus Theologie und Philosophie (FS Fritz Tillmann), Patmos, Düsseldorf 1950 (zusammen mit Theodor Müncker)
- Die Abstammung des Menschen. Theorie und Theologie. Knecht, Frankfurt/M. 1951
- Große Gestalten des Abendlandes. Bild und Beispiel christlicher Verwirklichung. Paulinus, Trier 1951
- Religion und Moral im Lichte personaler christlicher Existenz. Knecht, Frankfurt/M. 1951
- Vom Menschenbild des christlichen Mittelalters (Libelli 1), Wissenschaftliche Buchgesellschaft, Tübingen 1951 purl.uni-rostock.de
- Zerfall des christlichen Ethos im XIX. Jahrhundert. Knecht, Frankfurt/M. 1951
- Mensch und Gott in Frömmigkeit und Ethos der deutschen Mystik. Siebzehn Vorlesungen aus dem Nachlaß hrsg. von Anton Steinbüchel, Patmos, Düsseldorf 1952
- Europa als Idee und geistige Verwirklichung. Das Schicksal des Abendlandes – aufgezeigt an den Geschehnissen um den Kölner Dom als ein Symbol. Wort und Werk, Köln o. J. [1953]

## Sekundärliteratur
- Rupert Grill: Wegbereiter einer erneuerten Moraltheologie. Impulse aus der deutschen Moraltheologie zwischen 1900 und dem II. Vatikanischen Konzil (StThE 122). Fribourg/Freiburg/Wien 2008.
- Wolfdietrich von Kloeden: Steinbüchel, Theodor. In: Biographisch-Bibliographisches Kirchenlexikon (BBKL). Band 15, Bautz, Herzberg 1999, ISBN 3-88309-077-8, Sp. 1340–1345 (Artikel/Artikelanfang im Internet-Archive).
- Andreas Lienkamp: Theodor Steinbüchels Sozialismusrezeption. Eine christlich-sozialethische Relecture. Schöningh, Paderborn [u. a.] 2000 (darin: vollständige Bibliographie mit 225 Titeln sowie umfangreiches Verzeichnis der Sekundärliteratur).
- Andreas Lienkamp: Steinbüchel, Theodor. In: Neue Deutsche Biographie (NDB). Band 25, Duncker & Humblot, Berlin 2013, ISBN 978-3-428-11206-7, S. 170 (Digitalisat).
- Paul Reher-Baumeister: Existenzialismus und Personalismus in der Philosophie Theodor Steinbüchels. Dissertation. Münster 1955.